# Your Mileage May Vary
YMMV – akronim anglojęzycznego wyrażenia „your mileage may vary”, oznaczający „w twoim przypadku może być inaczej” lub „to tylko moja opinia, ty możesz mieć inne zdanie”.
Sformułowanie „mileage may vary” jest komentarzem do danych o zużyciu paliwa samochodu stosowanym powszechnie w Stanach Zjednoczonych. W tym kraju zużycie paliwa określa się liczbą mil, którą można przejechać na jednym galonie benzyny.